# زينتسينغ
زينتسينغ هي بلدية في منطقة ريغنسبيرغ في بافاريا، ألمانيا.